# Current Time
Current Time（俄語：Настоящее Время，中文直译为“当前时间”或“现在时间”）是美国广播理事会的两家下属媒体——自由欧洲电台/自由电台（RFE/RL）和美国之音（VOA）共同开办的一个俄语电视新闻频道。

## 简介
《Current Time》（Настоящее Время）原本是由RFE/RL与VOA于2014年合作开设的的一档俄语电视新闻节目，通过卫星电视、网络电视面向前苏联国家播出。2017年2月6日，“Current Time”电视频道正式开播，每天24小时播出新闻、访谈、纪录片等节目。频道自称“独立的俄语新闻网”，旨在向俄语使用者提供“真实的新闻”。除卫星电视频道外，Current Time还开办了俄语新闻网站。美国广播理事会表示，设立Current Time的目的是为了给观众提供“克里姆林宫控制的媒体”之外的另一种选择。
英国《经济学人》杂志和美国CBS分析认为，美国政府设立Current Time的目的，是为了反制包括RT电视台和卫星通讯社在内的俄罗斯国营媒体对欧美国家的舆论攻势。
2017年底，随着RT电视台在美国司法部被登记为“外国代理人”，俄罗斯司法部做出回应，将Current Time、美国之音、自由欧洲电台等美国媒体列入该国的“外国代理人”名单，限制这些媒体的采访权利。不过该电视频道自开播以来，从未在俄罗斯境内落地播出。